# André Alves
André Alves dos Santos (ur. 15 października 1983 w Dourados) – brazylijski piłkarz, grający na pozycji napastnika.